# Licaria sclerophylla
Licaria sclerophylla är en lagerväxtart som beskrevs av Van der Werff. Licaria sclerophylla ingår i släktet Licaria och familjen lagerväxter. Inga underarter finns listade i Catalogue of Life.